# Stranka za Bosnu i Hercegovinu
Stranka za Bosnu i Hercegovinu je unitaristička politička stranka u Bosni i Hercegovini koja se zalaže za ukidanje entiteta u BiH i županija u Federaciji BiH.
SBiH osnovao je bivši predsjednik bosanskohercegovačke vlade Haris Silajdžić, nakon razilaženja sa SDA-om. Iako se određuje kao "multietnička", stranka je s biračkim tijelom koje je većinski bošnjačko. Sjedište joj je u Sarajevu.
Imajući u svojem programu za cilj promjenu ustava BiH usvojenog u Daytonu, zalaže se za ukidanje unutrašnje podjele na entitete i za građansko uređenje države, bez nacionalnih podjela. Od 2000. do 2002. sudjelovala je u Vladi Federacije Bosne i Hercegovine, u sklopu Demokratske alijanse za promjene.
U travnju 2006. je zajedno s nekim oporbenim strankama hrvatskoga nacionalnog korpusa u BiH oborila prijedlog za izmjenu Ustava BiH koji su podržali SDA,  SDS, SNSD, SDPBiH, HDZBiH i neke manje stranke.
Godine 2006. njezin je čelnik Haris Silajdžić izabran za bošnjačkoga člana Predsjedništva BiH.

## Županijske skupštine u FBiH
| Županijska skupština              | 2018.  |
| --------------------------------- | ------ |
| Bosansko-podrinjska županija      | 2 / 25 |
| Hercegbosanska županija           | 0 / 24 |
| Hercegovačko-neretvanska županija | 0 / 28 |
| Posavska županija                 | 0 / 21 |
| Sarajevska županija               | 0 / 35 |
| Županija Središnja Bosna          | 0 / 30 |
| Tuzlanska županija                | 2 / 35 |
| Unsko-sanska županija             | 0 / 30 |
| Zapadnohercegovačka županija      | 0 / 23 |
| Zeničko-dobojska županija         | 1 / 35 |

## Također pogledajte
- Popis političkih stranaka u BiH

## Vanjske poveznice
- Službena stranica na internetu